# Microdon lucidus
Microdon lucidus là một loài thực vật có hoa trong họ Huyền sâm. Loài này được Choisy mô tả khoa học đầu tiên năm 1823.